# プロイセン・クーデター
プロイセン・クーデター（ドイツ語: Preußenschlag）とは、1932年7月20日に当時のドイツ国首相フランツ・フォン・パーペンによるプロイセン自由州政府転覆を計ったクーデターである。
パーペンの要請により、大統領パウル・フォン・ヒンデンブルクがヴァイマル憲法第48条第1項を発動して、パーペン自身が国家弁務官に就任し、プロイセン自由州を中央政府の配下に置いた。同日出された2つ目の大統領令で、プロイセンの行政権をパーペン内閣の国防大臣クルト・フォン・シュライヒャー将軍に移譲し、基本的権利を制限した。

## 背景
1920年代後半から、共和国中央政府とプロイセン自由州の関係は、パーペンが所属していた「ライヒ改革同盟」の議論の対象となっていた。この組織は後の中央政府首相ハンス・ルターが創設したことから、しばしばルター同盟と呼ばれた。このサークルの目的は、中央政府の権限の強化、北ドイツの大半を占めているプロイセンの再編成、権威主義の大統領制の実現であり、プロイセン政府とプロイセン議会に代わって、首相に中央政府直属の国家弁務官を任命する権限を与えるというものであった。プロイセンは、国家全体の利益に反して、邦国として既存の国家構造の中での覇権を追求するものと考えられた。
1928年、中央政府の内閣の閣僚と、すべての地方政府の州首相からなる州会議が開かれ、共和国における帝国と州の関係は不完全であり根本的な改革が必要であり、強い中央権力が必要であるという「共同決議」に至った。憲法委員会が任命され、憲法と行政の改革、そして慎重な財政運営に関する実行可能な案が作成された。

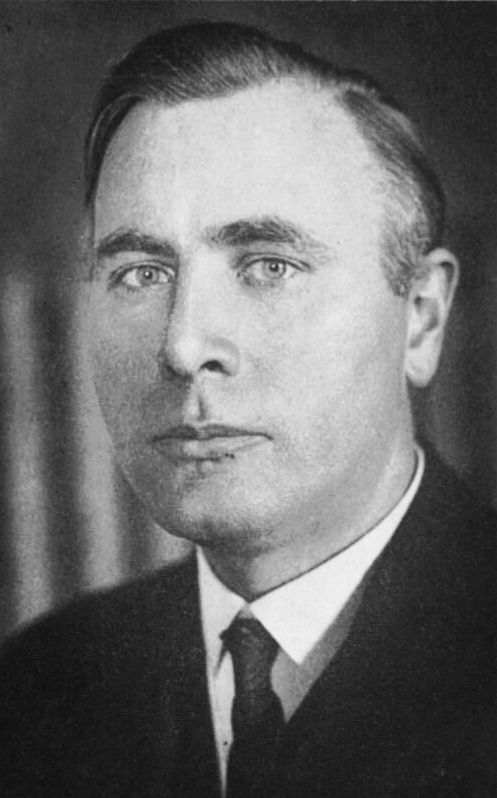
アルノルト・ブレヒト

1930年6月21日、評価書が提出された。改革案の立案者であり、当時プロイセン首相府長官で、後に緊急政令に対する訴訟でプロイセン政府の主要な政治家となったアルノルト・ブレヒトが示した主要なポイントは、次の4つであった。
- プロイセン州政府の中央行政を、中央政府の行政に統合すること。
- プロイセン州政府の中央当局と中央政府の当局を統合する。
- 国家としてのプロイセン州を消滅させる

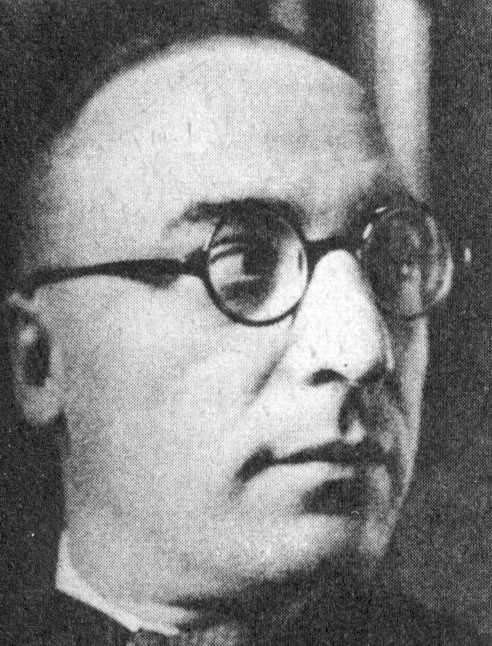
計画に関与したユング。

- 計画に関与したユング。ベルリンを含むプロイセン13州を、中央政府の直轄とする[2][4]。

この改案革には、独立意識の高いバイエルンとプロイセンから反対意見が出された。バイエルンは、この改革によって北ドイツが即座に統一され、バイエルン含む南ドイツは連邦制ではない共和国の一部となるのを免れることができると懸念し、反対した 。
プロイセン・クーデターのイニシアチブは、「新国家」樹立の計画という文脈で理解されなければならない。この概念は、とりわけヴァルター・ショッテとエドガー・ユリウス・ユングによって広められた。彼らは国家社会主義を支持するのではなく、君主制の先駆けとして、ドイツ帝国憲法下の体制と同様に、大統領の信任に依存する内閣と、権利を厳しく制限された議会を持つ権威主義的な大統領内閣を作ろうとしたのである。ホーエンツォレルン家の王政復古を長期目標に掲げたのである。

## プロイセン自由州の情勢

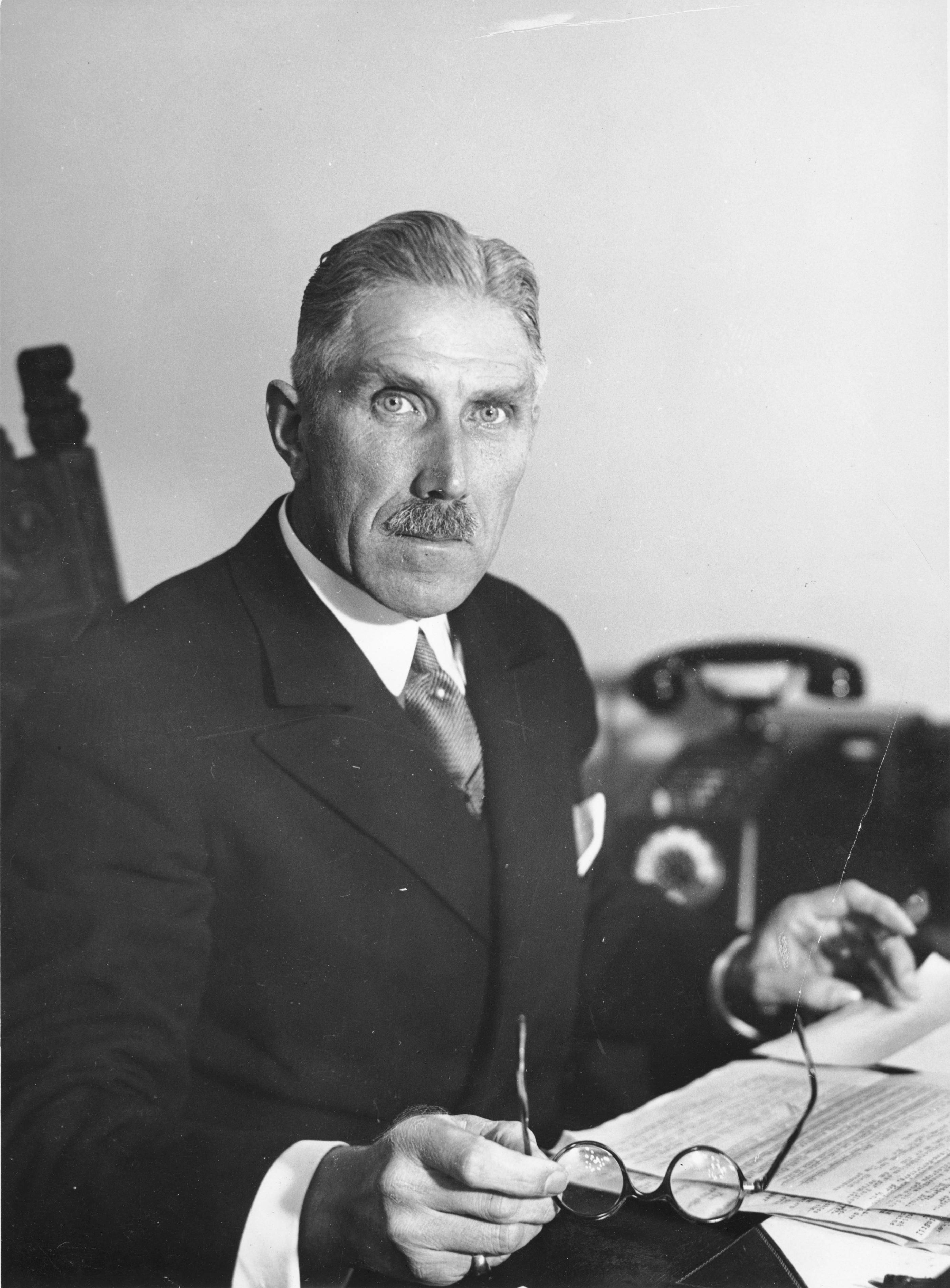
フランツ・フォン・パーペン

プロイセン自由州は1920年以来、ドイツ社会民主党（SPD）、中央党、ドイツ民主党（DDP）の安定した連立政権によって統治された。しかし1932年4月24日のプロイセン州選挙では、社民党が94議席・中央党が67議席・民主党の後継政党であるドイツ国家党（DStP）が2議席と3党合計しても423議席中163議席（38％）にしかならず敗北。その一方でナチ党（NSDAP）が一挙に162議席（36.3％）を得て第一党に躍り出て、煽りを食って保守反動のドイツ国家人民党（DNVP）が31議席・穏健保守のドイツ人民党（DVP）が7議席と議席を減らす格好となった。更にドイツ共産党（KPD）が57議席と微増し、ナチ党と共産党というヴァイマル共和制に対し特に否定的な二党だけで52％を獲得した。このため左右中道のどの政党も反民主主義政党の支持なしには議会の過半数を占める政府を樹立することはできず、どの政党もそれを受け入れようとはしなかった。そのため、前政権である第3次オットー・ブラウン内閣は正式に退陣した後も、プロイセン自由州憲法第59条に基づく、社会民主党を中心とするオットー・ブラウン暫定政権を維持することになった。ブラウンは1920年から1932年までプロイセンの首相を務め、彼の所属政党である社会民主党の影響は途絶えることはなかった。これらを理由にプロイセンは「赤いプロイセン」と呼ばれるようになり、中央政府との対立は解消されることはなかった。

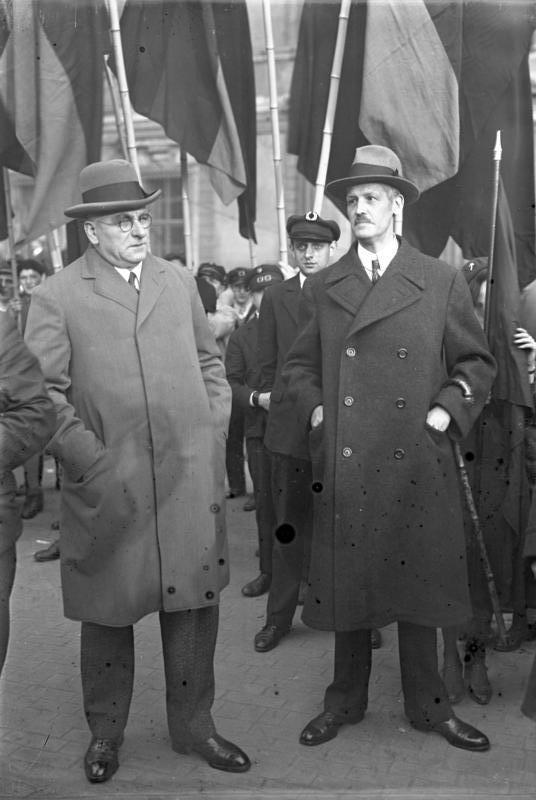
ブラウン（左）とルドルフ・ブライトシャヒト

パーペンとしてはナチ党と国家人民党・人民党（両党合わせて8.4％）更には中央党（15.3％）による安定連立を求めたが、ナチ党は単独政権の樹立を目指しパーペンとは折り合わなかった。1932年6月7日、パーペンには、正式な権限はなかったが、プロイセンの臨時政府を選挙で選ぶよう、ナチ党員で州議会議長のハンス・ケルルに要請したが、交渉がうまくいかず実現しなかった。
このためパーペンは、長い間議論されてきた帝国改革を実行に移し、プロイセンを解体または分割することを目論むことになる。しかし通常の方法でこれを実現するには更なる交渉と調整を要したため、この機会による国家弁務官を任命し、必要であれば国軍の力を借りて新しい秩序を執行することを計画した。
こうした計画には前例があった。社会民主党のフリードリヒ・エーベルト大統領は、1923年の「ドイツの十月」において、帝国処刑（Reichsexekution）を行ったことがある。ザクセン自由州とテューリンゲン州では、ドイツ共産党（KPD）を含む左派政権が民主的に選出されていたため、両州の平和と秩序が脅かされているとして、政権の強制排除が正当化されたのである。また、モスクワのコミンテルンの命令による共産主義革命の企てが懸念されていた。ザクセン政府が不法に設立された労働者民兵の武装解除を拒否したため、帝国処刑が行われたのである。コミンテルンの革命指令がある程度実現したのはハンブルグだけであった。そこでは、共産主義者の蜂起が起こり少数の死者がでたが、警察によって鎮圧された。

### アルトナ血の日曜日事件
1932年7月17日、プロイセンでアルトナ血の日曜日事件が発生する。この事件では、パーペン内閣によって禁止が解除されたばかりのナチ党の突撃隊（SA）と、共産党および社会民主党が衝突し、警察がそれを鎮圧した。しかし、警察の判断ミスにより市民19名の死者が出た。このとき、プロイセン内相カール・ゼーフェリンクはアルトナに非常事態を宣言したが、結局彼に代わり、中央政府が行動を起こした。
この事件の3日前の7月14日、首相パーペンとパーペン内閣の内務大臣ヴィルヘルム・フォン・ガイルは大統領パウル・フォン・ヒンデンブルクのノイデックの自宅を訪れた。そこでヒンデンブルクにヴァイマル憲法第48条に基づいて、日付なしの緊急法令に署名させている。ヒンデンブルグはこの大統領令によって、ドイツ国首相たるパーペンにプロイセン担当共和国全権委員（国家弁務官、総督）となることを認めた。7月20日にパーペンはプロイセン首相職を引き受け、正式に国家弁務官に就任した。

### 7月20日
7月20日（水曜日）午前10時にパーペンの要請で、病気で休暇中のオットー・ブラウンの代理の副首相兼国民福祉相ハインリヒ・ヒルトジーファー、内務大臣カール・ゼーフェリンク、蔵相オットー・クレッパーが首相官邸を訪ねた。そこでパーペンは、ヒンデンブルクによる国家弁務官就任の勅令の内容と、プロイセン政府閣僚の罷免を伝えた。パーペンによれば「プロイセンの治安と秩序はもはや州政府によっては保証されない」という理由でクーデターを正当化した。

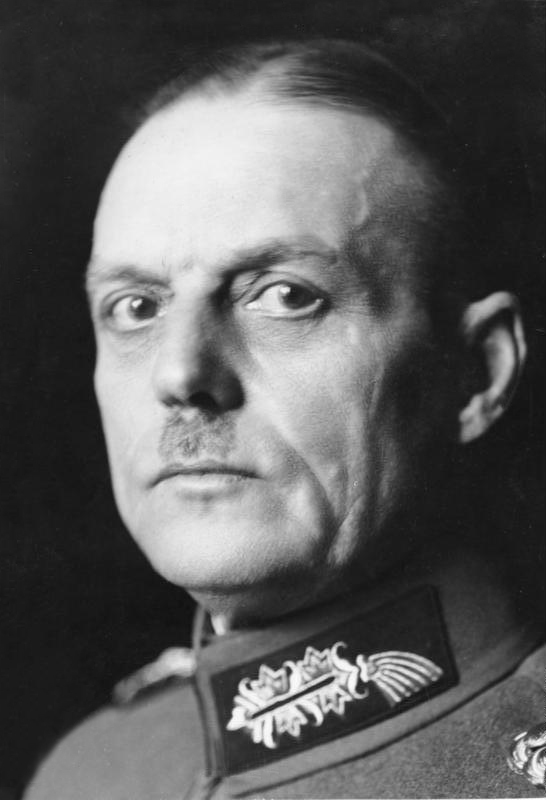
ゲルト・フォン・ルントシュテット

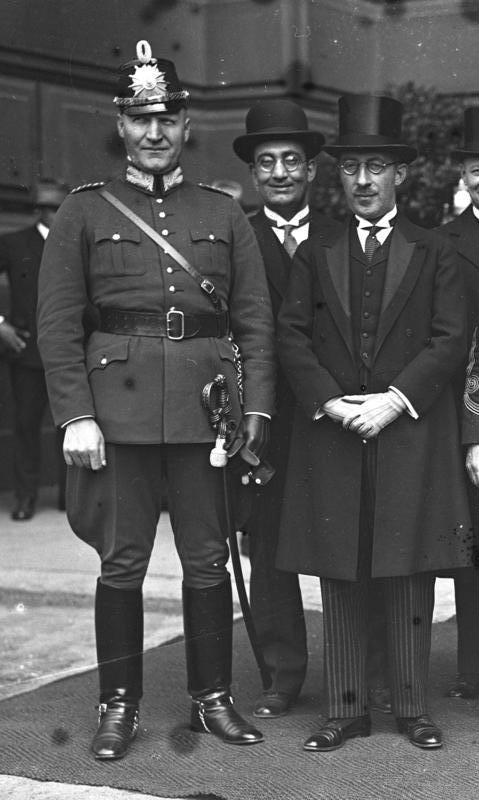
国軍によって逮捕された副警視総監ヴァイス（右）とベルリンシュッツポリツァイ司令官マグヌス・ハイマンスベルク（左）

同日午後、パーペンはドイツ本国とプロイセン両方の首都であるベルリンとプロイセンの構成州であるブランデンブルクに戒厳令を敷き、第3軍司令官ゲルト・フォン・ルントシュテット陸軍歩兵大将に全権（行政権）を委任して、プロイセン政府が引き下がった後、プロイセン内務省、ベルリン警察本部、シュッツポライザー本部を占拠し、カール・ゼーフェリンク、ベルリン警視総監アルベルト・クシェジンスキ、副警視総監ベルンハルト・ヴァイスなどプロイセンの政府閣僚、警察高官に罷免を通知し逮捕した。パーペンはゼーフェリンク後任のプロイセン内相にエッセン市長フランツ・ブラハトを任命した。
アルベルト・クシェジンスキ、ベルンハルト・ヴァイス、保護警察司令官で中道派の政治家マグヌス・ハイマンズベルクは拘束され、今後一切の公務を行わないという誓約書にサインした後、翌日釈放された。プロイセン州政府の解体から大規模な粛清が始まった。それまで連立与党に所属していた次官、局長、県知事、警察長官などの官僚多数が一時的に引退させられ、代わりにドイツ国家人民党を含む保守的な公務員が着任した。その大半は民族主義者であった。また、この人事では特に社会民主党員や社会民主主義者が多く粛清された。しかし、社会民主党右派に所属しており、その中でも非常に右寄りの立場をとっていたハノーファー県知事で元国防相のグスタフ・ノスケは職に留まった。
これらの粛清は、ナチ党が政権を獲得した1933年に入っても続いたが、プロイセン権力機構の重要な役職は、アドルフ・ヒトラーが首相になる前にすでに粛清されていた。しかし社会民主党の幹部は7月16日に内戦を避けるため積極的抵抗をしないことをすでに決定していた。

## クーデターによる政権
- 内務省 : フランツ・ブラハト

（パーペン内閣の副首相、エッセン市長）
- 商業 : フリードリヒ・エルンスト

（ブリューニング内閣の銀行監督庁長官）
- 財務 : フランツ・シュロイゼナー

（プロイセン大蔵省次官)
- 司法 : ハインリヒ・ヘルシャー

（プロイセン司法省次官）
- 文化 : アロイス・ラマース

（プロイセン科学・芸術・教育省事務次官）
- 農業 : フリッツ・ムセール

（プロイセン農業省大臣官房長）
- 公共福祉 : アドルフ・シャイト

（プロイセン福祉省大臣官房長）

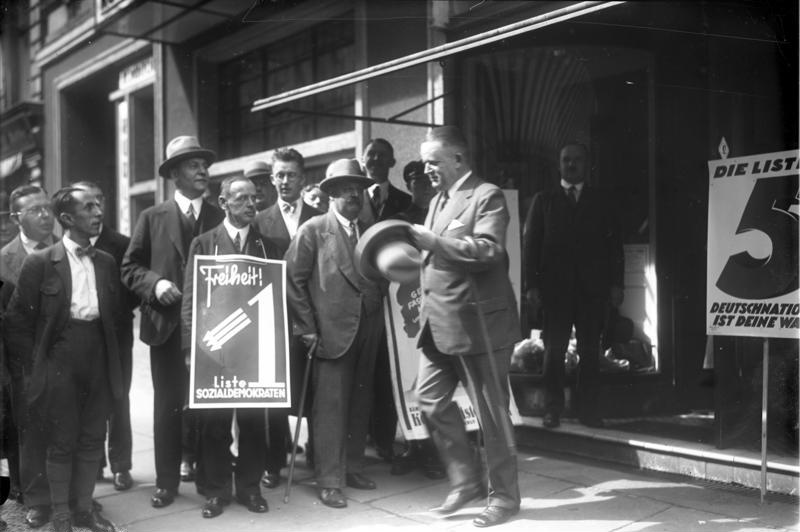
フランツ・ブラハト（右端、帽子を持つ人物）、1932年7月ドイツ国会選挙、ベルリンにて

社会民主党、自由労働組合、そして社会民主党の準軍事組織の国旗団は、中央政府のクーデターに対する反対闘争を国民や労働者に呼びかけなかった。プロイセン州警察や国旗団の配備は拒否された。労働者によるゼネストも、世界恐慌による失業率の高さを考えれば、実現不可能と思われた。また、公務員のクーデター政権への不服従の呼びかけも成功する見込みはほとんどなかった。公然と抵抗すれば、内戦が勃発することが予想され、特に国軍と国家警察の武力衝突は何としても避けたいところであった。プロイセン政府はむしろ選挙に期待を賭けていた。しかし、国旗団に所属していた若年層の間では、抵抗の放棄は暴力（パーペンによるクーデター）への屈服であると考えており、社会民主党幹部に異議を唱えた。
しかし、この中央政府によるクーデターはヴァイマル憲法にもプロイセン州憲法にも違反していたため、1932年7月21日、プロイセン政府は帝国最高裁判所州立裁判所に仮処分申請と憲法訴願を提出した。代理人は大臣官房長のアーノルド・ブレヒトであった。1932年7月25日、裁判所は最終的な決定を先取りすることを望まなかったため、仮処分申請は却下された。
ヨーゼフ・ゲッベルスは7月21日の日記で、「赤軍は偉大な時を逸してしまった。もう二度と来ることはないだろう」と記した。
プロイセンに対するクーデターに関する判決で10月25日、州裁判所は、国家非常事態の下で秩序と安全を維持するためにパーペンがとった措置は部分的には合法されたが、ブラウン政府の州法上の地位を維持するよう裁定を下し、クーデターによる閣僚や高官の解任は正当化されないとした。しかし、この間もプロイセンの行政や警察のトップは、すでにパーペンのクーデターによって成立した新政府の支持者に交代させられていた。
帝国裁判所の判決後、州法上は復活したが実権を奪われたブラウン政府は、いわゆる「主権政府」として毎週の閣議に復帰した。しかし、中央政府は帝国裁判所の判決を無視した。
政治学者で歴史家のカール・ディートリッヒ・ブラッハーは、この妥協的な判決を「グロテスクな両義性」のあるものと評価した。
エルヴィン・ヤコビ、カール・ビルフィンガーとともにパーペンの裁判代理人を務めたカール・シュミットは、後に専門家の意見としてクーデターの合法性を支持した。